# Patos (Albania)
Patos è un comune albanese situato nella prefettura di Fier.
In seguito alla riforma amministrativa del 2015, sono stati accorpati a Patos i comuni di Ruzhdie e Zharrëz, portando lapopolazione complessiva a 22.959 abitanti (dati censimento 2011).

## Toponimo
Il nome della città deriva da quello dell'antico villaggio vicino al quale è sorta.L'origine di tale nome è attribuita da molti studiosi al termine greco antico ''pathos''.Il nome attuale,però,è frutto di un'alterazione dovuta alla variazione della sua pronuncia , infatti durante il XVII secolo era Patios.